# Ґніт

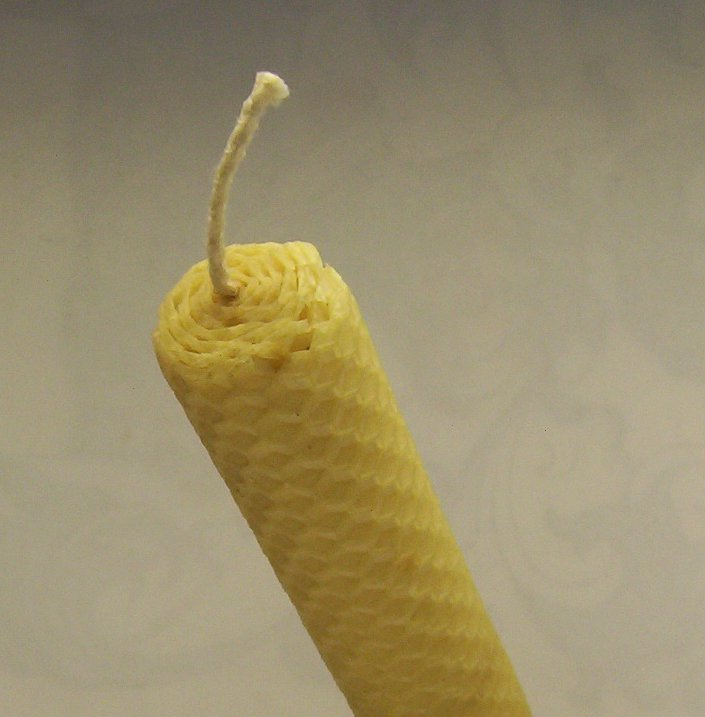
Ґніт свічки

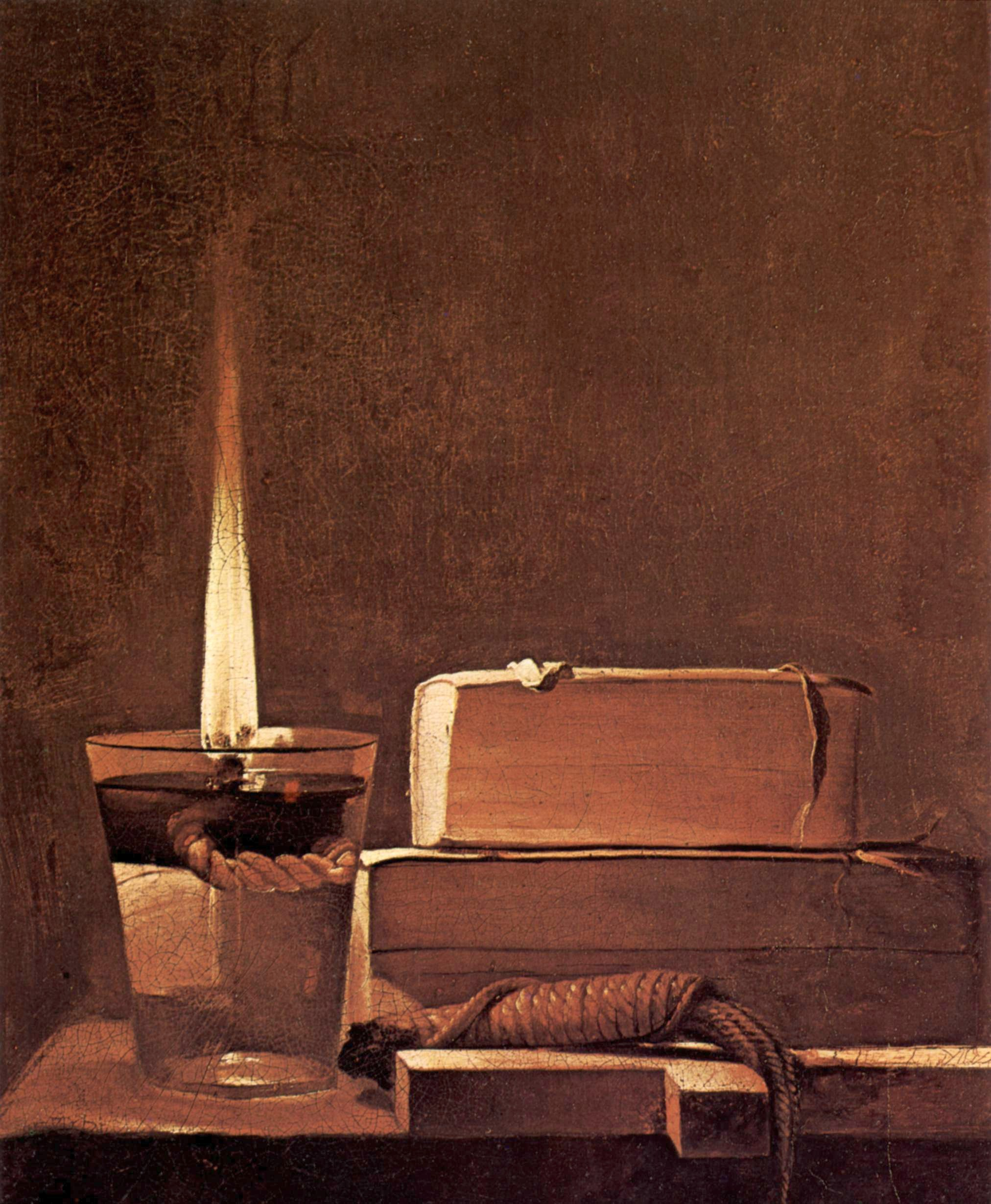
Ґніт каганця. Фрагмент картини Ж. де Латура Покаянна Магдалина, бл. 1640—1645 р.

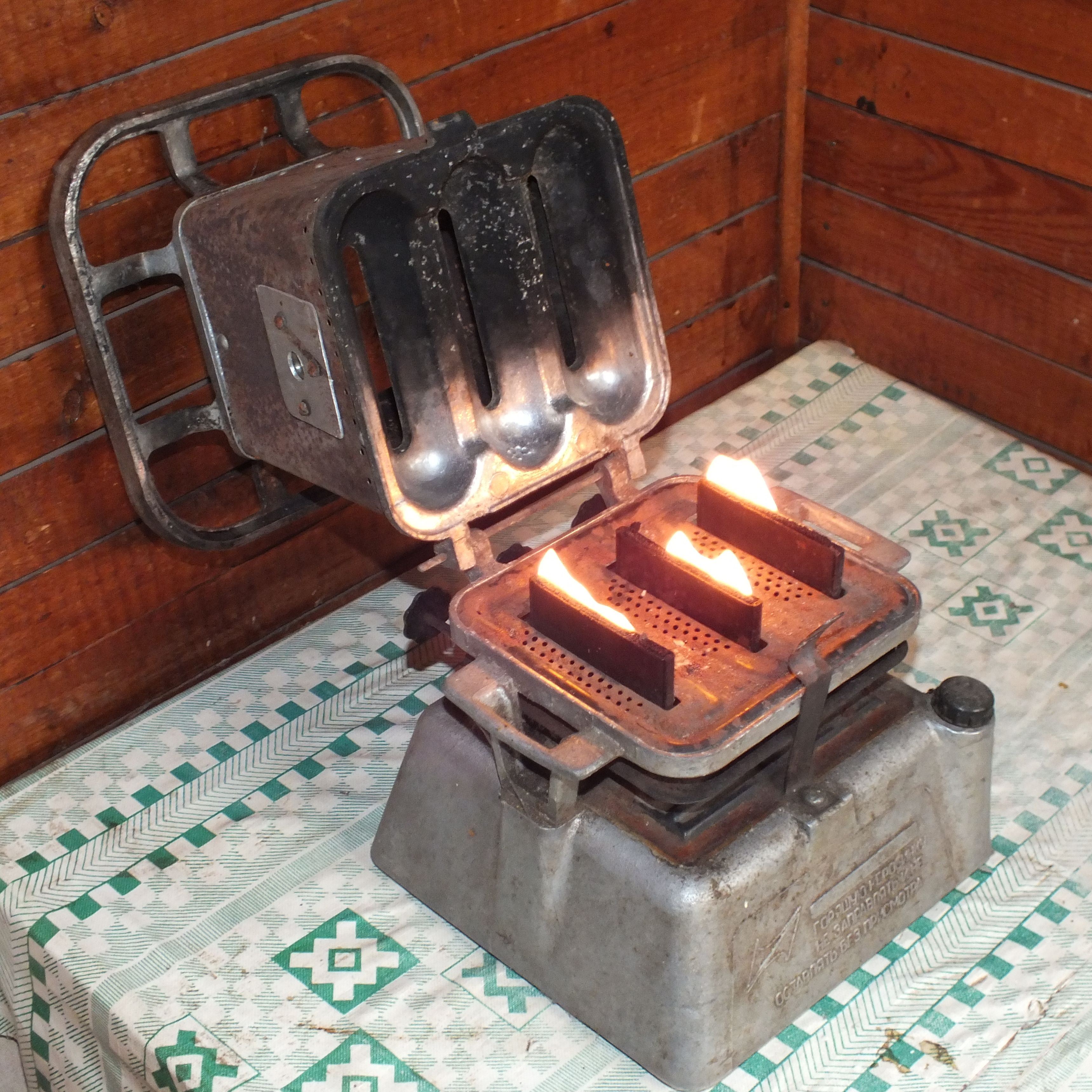
Ґноти керосинки

Ґніт — стрічка або шнур, що використовується для горіння в деяких освітлювальних та нагрівальних приладах (гасових лампах, керогазах, свічках та ін.), для змащування деталей машин, для передачі вогню до запалів.

## Походження слова
Слово «ґніт» походить від пол. knot («ґніт»), яке, в свою чергу веде своє походження від нім. Knoten («вузол», також так звався широкий ґніт гірничого каганця), спорідненого з англ. knot («вузол»).

## Освітлювальний ґніт
Принцип роботи ґнотів для свічок заснований на капілярному ефекті — рідка пальна речовина підіймається вгору до полум'я і запалюється.
Ґноти для свічок та каганців робляться зазвичай із бавовняних плетених волокон. Ґноти для гасових ламп, керосинок і керогазів можуть вироблятись із лляних волокон, конопляного прядива, азбестового волокна.

### Свічковий ґніт
Свічковий ґніт — ґніт для воскових, стеаринових і парафінових свічок. Робиться зазвичай із бавовняних плетених волокон, частіше за все буває пласким, хоча існують також квадратні та круглі плетені ґноти. Ґноти для саморобних свічок звивають зі звичайних ниток. Товщина ґнота залежить від розміру свічки: чим більший її діаметр, тим товстіший має бути ґніт. Якщо ґніт надто товстий, полум'я топитиме віск (парафін) надто швидко і він стікатиме через край. Якщо ґніт надто тонкий, тепла полум'я бракуватиме для випаровування достатнього обсягу воску, і ґніт потоне у восковому розплаві. Для в'язкіших сортів воску потрібні товстіші ґноти. Кінчик ґнота має бути якомога коротшим для подовження терміну її горіння. Під час згоряння свічки обвуглена частина ґнота схиляється вбік, що погіршує горіння, свічка починає текти. Щоб цього уникнути, ґніт просочують спеціальними сумішами з натрієвою селітрою. Застосовуються такі рецепти:
1. 8,5 г нітрату натрію і 30 г гашеного вапна на 550 мл води;
2. 1 г нітрату натрію і 1 г хлориду амонію на 700 мл води;
3. 5 г нітрату натрію, 5 г хлориду амонію, 5 г хлориду кальцію і 10 г бури на 500 мл води[5].

Просочувати ґноти хімічними розчинами стали відносно недавно (XIX ст.). У старовину для поправляння ґнота вживалися спеціальні щипці, іноді суміщені з гасилом.

### Інші види

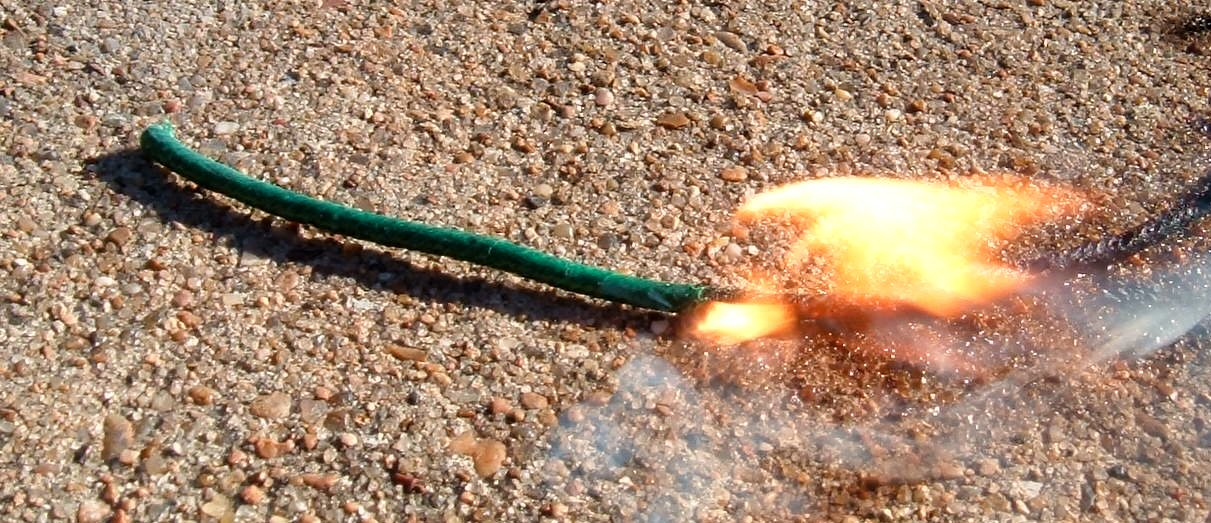
Запалювальний ґніт

- Лампадний ґніт — ґніт, який використовують у лампадках.
- Ґніт для каганця — користають в олійних лампах.
- Ґніт для гасової лампи — елемент гасової лампи, плаский широкий ґніт, який плететься з бавовняних ниток.
- Ґніт для керосинки — елемент пальника керосинки, аналогічний ґноту гасової лампи. На керосинках зазвичай уживалися широкі пласкі ґноти, але зустрічалися також круглі. На одній керосинці може користатися 1-3 ґноти.
- Ґніт для керогаза — елемент газозмішувача керогаза, який має вигляд широкого кільця з бавовни чи азбестового волокна.
- Ґніт для запальнички — елемент бензинової запальнички.
- Ґніт для спиртівки — ґніт із бавовняної тканини або азбестового волокна 4,5-7 мм завтовшки.

## Запалювальний ґніт

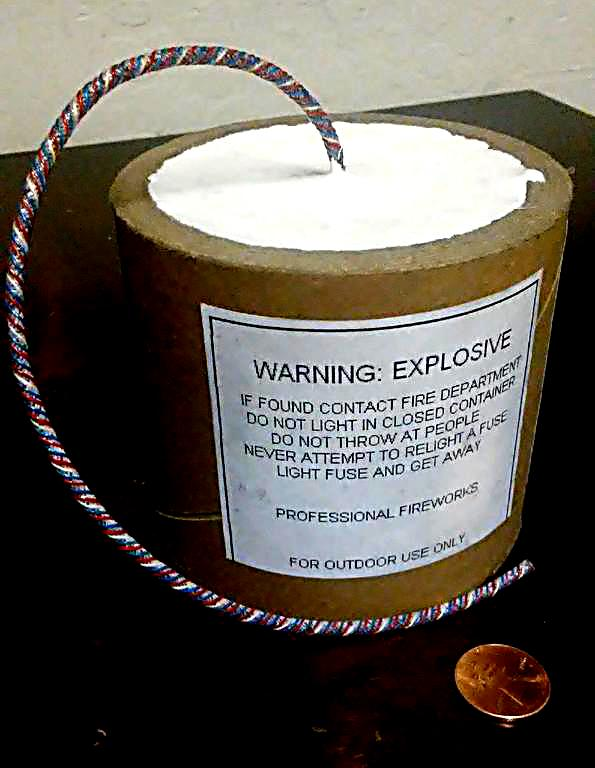
Піротехнічний ґніт

Запалювальний ґніт — горючий шнур для запалювання чого-небудь, проведення вибухів, а також для передачі вогню на відстань (зазвичай для передачі вогню зарядам). Використовується у вибухових роботах, феєрверках, історично — у гарматних і рушничних запалах (запальниках, ґнотових замках).
Найпростіший запалювальний ґніт — прядив'яний шнурок, який після варіння в їдкому натрі просочують розчином хромакалієвої солі і потім висушують. При запалюванні він повільно тліє без полум'я зі швидкістю в частки метра на годину. Для отримання більшої швидкості застосовують ґноти з вибуховими речовинами.
Для одночасного запалювання свічок на люстрі використовувалися стопі́ни (італ. stoppino) — шнури, просочені легкозаймистою речовиною.

## Мовні звороти
- Зотлівати, наче ґніт у каганці — тихо доживати[1].
- Спалахнути, як ґніт — раптом проявитися[1].